# Багай (Увинський район)
Бага́й (рос. Багай) — присілок в Увинському районі Удмуртії, Росія.

## Населення
Населення — 2 особи (2010; 9 в 2002).
Національний склад станом на 2002 рік:
- росіяни — 78 %

## Урбаноніми[3]
- вулиці — Дачна